# Купраты

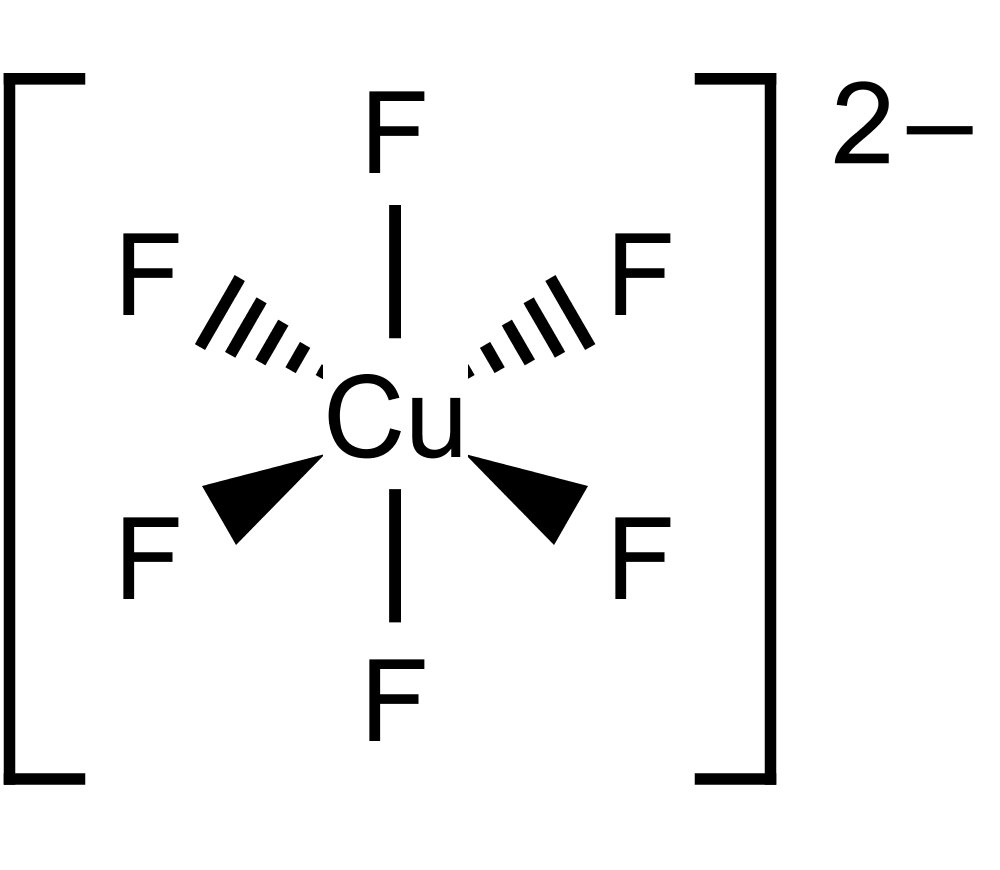
Гексафторкупрат(IV)

Купра́ты — общее название семейства сложных соединений меди, название произошло от латинского названия химического элемента: медь (Cu; читается: [ку́прум]). Купраты имеют важное значение в физике высокотемпературных сверхпроводников.

## Примеры
- Купрат(III) калия
- Оксид меди(II)
- Тетрацианокупрат(I) калия
- Тетрахлоркупрат натрия
- Оксид иттрия-бария-меди